# Campaña de Guayana (1811-1812)
La Campaña de Guayana de 1811-1812 fue la primera campaña militar ejercida por el ejército republicano en la provincia de Guayana al sur de Venezuela. Luego de que se proclamara la I República, la provincia de Guayana permaneció bajo poder realistas, por lo que la Junta Suprema de Caracas organizó un ejército en colaboración con las demás provincias de la naciente República a fin de tomar el control de la misma por tierra y por agua a través del río Orinoco. La campaña fue un desastre, no sólo fallaron en su intento de aplacar a la provincia, sino que perdieron casi la totalidad de su flota en la Batalla Naval de Sorondo lo que los dejó vulnerables al bloqueo que les tendió España.

## Antecedentes
El 19 de abril de 1810 se formaba en Angostura, capital de la provincia de Guayana, una junta fiel a la de Caracas. Se llamaba Junta Suprema de Gobierno de la Provincia de Guayana y estaba formada principalmente por españoles (muchos de ellos comerciantes). En una provincia donde la presencia de población mestiza y una élite mantuana era mínima, hubo muy poco apoyo al movimiento emancipador y si una gran población de indígenas mandada por una minoría de españoles militarizados, «mezcla de soldado y de colono». El 12 de junio una representación de misioneros de Caroní se mostró contraria a los planes de caraqueños de convertir los pueblos de indios en curatos, permitir a los indios instalarse en pueblos españoles y a blancos avecindarse entre los indios. Esto sólo radicalizo la oposición entre los «ilustrados» de Caracas y los misioneros. Lo que olvidaban los primeros es que «Guayana fue en realidad un presidio, una guarnición militar» donde mandaban los capuchinos catalanes.
El 3 de julio oficiales españoles derrocaron a la junta local y organizaron una fuerza naval para dominar el río Orinoco mientras sus tropas terrestres atacaron los pueblos en las fronteras de la provincia. Finalmente, el 12 de abril de 1811 saquearon Cabruta, llegando las noticias del evento en julio. Se decide concentrar una fuerza en San Fernando de Apure para someter a los realistas.
El destacamento caraqueño, al mando del coronel Francisco González Moreno, salió de Santa Cruz del Orinoco; una segunda columna barcelonesa parte de Soledad a las órdenes del teniente Rey Pedro María Freites; por último, de Barrancas y Uracoa el coronel Manuel Villapol llevaba tropas cumanesas. La escuadra estaba bajo la dirección del alférez de fragata Felipe Santiago Esteves Acevedo (1779-1849). La expedición no concentra sus fuerzas ni coordina los movimientos. González tomaría Moitaco, después cruza el Orinoco y marcha a Angostura, Freites cruzaría el río con rumbo a Angostura y Villapol tomaría los Castillos de Guayana para aislar a la ciudad del mar.

## Campaña
Para impedir la confluencia de fuerzas, trescientos realistas bajo la dirección de Francisco de Quevedo atacaron Soledad, tomando el cuartel general de Freites el 6 de septiembre. Los patriotas son desorganizados y deben abandonar 22 piezas de artillería, bagajes y material bélico. En Santa Cruz, González se retira sin luchar cuando el teniente coronel monárquico Lorenzo Fernández de la Hoz llega a Pao de Barcelona, el teniente coronel entró en el pueblo sin luchar.
Los españoles organizan una expedición a cargo del capitán Francisco Orozco y el fraile capuchino Fernando Coronil para conquistar las cuencas del Orinoco y el Apure, pero cuando llegan a San Fernando encuentran a los residentes listos para la defensa, son rechazados y obligados a retirarse. Quevedo salió hacia Barrancas, enfrentando a Villapol. Tras un día de batalla el republicano se retira a Tabasca. Fernández de la Hoz se une a Quevedo y le releva en la defensa de Barrancas cuando Villapol ataca y recupera la villa el 4 de octubre. Los realistas retroceden a los Castillos de Guayana.
Tras el fracaso inicial, el gobierno republicano ordena que las tropas caraqueñas y barcelonesas se unan en un solo cuerpo al mando de los coroneles González Moreno y Francisco Solá. Salen de El Pao y recuperan Santa Cruz. De las costas del nordeste del país zarpan 29 embarcaciones para apoyar en su campaña al mando de Esteves, que supera las defensas del apostadero de Barrancas y corta las comunicaciones fluviales. Villapol sale con 900 hombres de Cumaná y en San Fernando Manuel Aldao organiza una tropa de barineses, una columna parte de Maturín y el 28 de diciembre sale otra desde Barcelona a las órdenes de Ramón García de Sena.
La escuadrilla de Esteves llegó al caño de Pedernales, en el delta del Orinoco, mientras en tierra estaba el teniente Santiago Mariño. La flotilla realista llega a la salida del caño Macareo para impedir a su rival la entrada en el delta. El 25 de febrero de 1812 se enfrentan. Los realistas son vencidos, pierden una goleta con 4 cañones y deben retirarse río arriba bajo constante persecución hasta los Castillos de Guayana. Sin embargo, al llegar ahí la flota republicana recibe órdenes de Villapol de retirarse a Barrancas, pues desea atacar por tierra a pesar de la falta de municiones y pertrechos que viven sus hombres. Además, días antes tuvo que ceder 400 hombres para reforzar a González. Este último cruza el Orinoco, toma Moitaco y marcha sobre Angostura pero en lugar de asaltarla inmediatamente intenta negociar, dando al enemigo tiempo suficiente para reforzar las defensas y organizar una nueva flotilla.
Villapol avanza a Sorondo, frente a Castillos, pero no ataca Guayana La Vieja como se le ha ordenado porque González aún no le devuelve las tropas. Este último decide atacar sorpresivamente Angostura el 23 de marzo pero es rechazado. Dos días después los bacos y flecheras realistas bajo el comando del teniente de fragata Francisco de Sales Echeverría atacaron Sorondo y tras un día entero de lucha vencen a las fuerzas navales republicanas, cuando a los patriotas se les agotan las municiones y granadas deben defenderse con piedras. Villapol y Esteves logran retirarse a Barrancas con unos pocos sobrevivientes.
El 26 de marzo González ataca a Fernández de la Hoz en Angostura, pero cuando su asalto parecía exitoso un violento terremoto hace a ambos bandos retirarse en pánico. Dos días después la flota realista vuelve a Angostura y a la siguiente jornada el Cuerpo Expedicionario inicia la retirada. El 30 de marzo González y Solá entregan el mando de sus fuerzas a sus lugartenientes y abandonan a sus tropas para salvarse ellos, provocando el caos. Aldao termina su avance en Caicara al enterarse de la derrota de las demás fuerzas y se retira a San Fernando.

## Consecuencias
La derrota debilitó a las fuerzas y la moral de los soldados republicanos, justo cuando el capitán de fragata Domingo de Monteverde, el cura Andrés Torrellas, una compañía de infantería de marina de 120 soldados y 3 oficiales y unos ochenta corianos iniciaba su avance sobre el centro del país. El 17 de marzo se le une en Siquisique el caquetío Juan de los Reyes Vargas, quien pocos días antes se había sublevado contra su oficial superior republicano, Pedro León Torres (1788-1822). Mientras Francisco de Miranda asume el título de «Generalísimo» con poderes dictatoriales para afrontar la grave crisis. Pone a cargo de la guarnición de Puerto Cabello al coronel Simón Bolívar y organiza guerrillas en el centro del país. Había comenzado la campaña de reconquista de Monteverde.